# Вьюк (приток Имы)
Вьюк — река в России, протекает в Верхнекамском районе Кировской области. Устье реки находится в 8,9 км по левому берегу реки Има. Длина реки составляет 15 км. В 4 км от устья принимает справа реку Малый Вьюк. Выше его впадения называется Большой Вьюк.
Исток реки на Верхнекамской возвышенности близ точки, где сходятся Кировская область, Пермский край и Республика Коми в 25 км к северо-западу от деревни Картасик. Река течёт на юго-восток, всё течение проходит по ненаселённому лесу.

## Данные водного реестра
По данным государственного водного реестра России относится к Камскому бассейновому округу, водохозяйственный участок реки — Кама от истока до водомерного поста у села Бондюг, речной подбассейн реки — бассейны притоков Камы до впадения Белой. Речной бассейн реки — Кама.
Код объекта в государственном водном реестре — 10010100112111100001273.